# ラブぽけ
『ラブぽけ』は、2001年4月7日から2013年3月23日まで北日本放送（KNBテレビ）で毎週土曜日の夕方に放送されていた情報バラエティ番組である。

## 概要
2001年3月まで放送されていた『まゆまん』（3月31日まで土曜17時台前半にて放送）および、『どれみふぁ経済』（3月24日まで土曜17時代後半にて放送）を統合してスタートした番組である。
週末のレジャーに役立つ情報やグルメ情報、最新のトレンド情報などを12年間にわたって伝えてきたローカルワイド番組。
放送開始から2004年6月までは『GOGOの楽園 Loveぽけっと』と題して放送されていたが、同年7月に略称である『ラブぽけ』を正式名称に採用。以来、2013年3月23日に番組が終了するまで同タイトルで放送され続けた。
2010年度の番組PRCMでは、当時司会を務めていた上野透（KNBアナウンサー）が「富山と言えばラブぽけ」と発言していた。
番組の終了後、同年4月7日から替わって日曜日正午枠で後継番組の『ゼロいち』がスタートした。

## 出演者

### 歴代司会者
- 稲垣真一
- 澤木麻弥
- 宮入千洋
- 栂安亜紀
- 藤沢裕一（藤沢姉弟）
- 梅田恵子
- 上野透
- 武部知春
- 庄司幸寛
- 松平寛未

ほか

### 歴代中継リポーター
- 横島繭子
- 山村美樹
- 柴田泰佳
- 粟島佳奈子

ほか

### その他の主な出演者
以下は富山のお笑い芸人。期間は不明だが、不定期に出演していた。
- 藤沢姉弟
- はいとーく
- サンドバッグ寺岡

以下はマジシャン。
- コンプレッサー

ほか

## 主に放送されてきたコーナー
- ラブぽけ特集
- 粟島佳奈子のどこ行こうかな? どこかな♪（生中継）
- 庄司のシネマダービー
  - TOHOシネマズ ファボーレ富山とTOHOシネマズ高岡の人気映画ランキングを予想するコーナー。2010年4月開始。1位を的中させた視聴者には、直後の「今から期待のニューフェイス」で紹介する新作映画の関連グッズが抽選でプレゼントされた（マスコミ用プレスシートが賞品になることもあった）。2011年12月3日放送分では、富山が舞台となった『RAILWAYS 愛を伝えられない大人たちへ』と富山出身の漫画家・藤子不二雄Ⓐの漫画『怪物くん』を題材とした『映画 怪物くん』のランキングが同着となった。
- ケータイ写真メールコンテスト
  - 視聴者が携帯電話で撮影した写真を紹介するコーナー。2006年4月開始。「今日の1番」に選ばれた視聴者には現金1万円が贈られた。コーナー開始時から2010年9月までは週ごとにテーマを設けて写真を募集していたが、同年10月からはテーマを一切設けなくなり、どんな写真でも自由に投稿できるようになった。
- 富山の旨い店リレー ガチメシ
- ラブぽけ 調査ファイル
LOVE POCKET RESEARCH FILE
- 健康エクササイズ
- くちこみ☆TOYAMAP
  - 『いっちゃん☆KNB』で放送されたものの再放送。
- はいとーくの富山面白ニュース通信社
- 気になるトレンド
- ラブぽけデザート
- 宮入流映画道
- ゆういちのシネマガジン
- まゆこのなんかちょうだい
- 週刊TOYAMAP
- しんちゃん はるえちゃんの新湊ウォッチング
- 山さんの田舎暮らし → 山ちゃんの田舎暮らし
- ちはるのラブシアター
- 柴田泰佳の突撃!いただきナビ

など

## 関連番組
- パブぽけ
- いち☆スタ
- ゼロいち